# Oro etico
L'oro etico è una tipologia di oro proveniente da attività estrattiva con tecniche e metodologie non invasive, ovvero senza l'utilizzo di agenti chimici o esplosivi, nonché in armonia e collaborazione con l'ambiente e le comunità locali coinvolte. La definizione di Oro etico è entrata progressivamente nel gergo minerario, dei metalli preziosi e giornalistico a partire dall'inizio degli anni 2000 con l'evoluzione delle pratiche di sostenibilità ambientale e sociale.

## Sostenibilità ambientale
L'Oro etico, per come va configurandosi nelle prassi di estrazione mineraria, non deve prevedere l'utilizzo innanzitutto di cianuro e mercurio, elementi tradizionalmente impiegati per questo metallo prezioso. Sono da escludere nella fase estrattiva tutti i componenti chimici incompatibili con l'ambiente e, in tal senso, al momento questa tipologia di oro viene lavorata prevalentemente su giacimenti di natura alluvionale (oro alluvionale).

## Responsabilità sociale
Per la produzione di Oro etico va consolidandosi la prassi di particolare attenzione alle comunità locali che vivono ed operano nei pressi dei giacimenti minerari interessati. Per questo il contributo alle opere infrastrutturali, all'istruzione e alla formazione, all'assistenza medica è richiesto alle società minerarie. Sono inoltre necessarie politiche delle risorse umane rispettose delle prassi etiche della Organizzazione internazionale del lavoro.